# 10 Questions for the Dalai Lama
10 Questions For The Dalai Lama is een documentairefilm van filmregisseur en -producent Rick Ray uit 2006. In de documentaire ontmoet hij de veertiende dalai lama Tenzin Gyatso in zijn klooster in McLeod Ganj bij Dharamsala in India. De filmmaker stelt hem tien vragen tijdens het interview, terwijl erdoorheen filmfragmenten lopen van de biografie van Tenzin Gyatso, de geschiedenis van Tibet en een kroniek van de reis die Rick Ray maakte om het interview mogelijk te maken.
De film toont eveneens een interview met een boeddhistische monnik die Tibet ontvluchtte en met Tenzin Namgyal Tethong, die twintig jaar deel uitmaakte van de Tibetaanse regering in ballingschap. Aan het eind van de film worden controversiële onderwerpen aan de orde gebracht, zoals The Great Firewall in China, de culturele impact op de relaties tussen Tibet en China en de verdwijning van de elfde pänchen lama Gendün Chökyi Nyima.

## Het interview
De vragen in het interview zijn niet genummerd en in werkelijkheid stelde Rick Ray meer dan tien vragen aan de dalai lama. Enkele van de vragen die hij stelde waren:
- Waarom lijken arme mensen gelukkiger dan rijke mensen?
- Hoe kan iemand zich verzoenen met een instelling van geweldloosheid terwijl hij geconfronteerd wordt met een directe bedreiging van zijn veiligheid?
- Moeten landen zich wijden aan het behoud van tradities of moderne cultuur omarmen?
- Zal er later opnieuw een dalai lama zijn?
- Moeten we banden onderhouden met China?
- Is er hoop op vrede voor het Midden-Oosten?
- Kunnen we het milieu redden?

## Prijzen en nominaties
| jaar | prijs                          | categorie          | genomineerde(n) | uitslag  |
| ---- | ------------------------------ | ------------------ | --------------- | -------- |
| 2006 | Berkeley Video & Film Festival | Beste documentaire | Rick Ray        | gewonnen |